# Gordon Stout
Gordon Stout (* 5. Oktober 1952 in Wichita, Kansas) ist ein amerikanischer Schlagwerker und Komponist, der sich auf die Marimba spezialisiert hat.

## Leben und Wirken
Stout, dessen Eltern professionelle Musiker waren und zunächst bei der Kansas City Philharmonic beschäftigt waren, wurde stark durch seine musikalische Familie geprägt. Bereits mit acht Jahren entschied er sich dafür, Marimba zu lernen, und erhielt zehn Jahre lang Unterricht bei James Salmon. In der Schule lernte er daneben die Hauptinstrumente des klassischen Schlagwerks; als Jugendlicher trommelte er in der Pioneer High School Marching Band in Ann Arbor und musizierte im Sinfonischen Blasorchester und Orchester der Schule.
Stout besuchte das Eastman College, wo er bei John Beck Schlagwerk und Joseph Schwantner, Sam Adler sowie Warren Benson Komposition studierte, aber auch von anderen Musikern wie Bob Becker beeinflusst wurde. Er erhielt einen Bachelor in Schlagwerk und einen Master in Komposition sowie das Performers Certificate der Eastman School of Music.
Gemeinsam mit Dave Mancini gründete Stout 1972 die Eastman Marimba Band, deren erstes Album Nola 1976 bei Mercury Golden Imports erschien. 1977 veröffentlichte er Music for Solo Marimba beim amerikanischen Crystal-Label. Auf Schallplatte interpretierte er als Solist einschlägige Marimbakonzerte von David Craighead und Alec Wilder; auch spielte er die Werke von Paul Creston. Zudem trat er als Marimbaphonist bei zwölf internationalen Kongressen der Percussive Arts Society sowie in Japan, Europa, Thailand, Singapur und Mexiko auf.
Einige von Stouts Kompositionen für Marimba (z. B.Two Mexican Dances oder Astral Dance) wurden ins Standardrepertoire für Marimbaspieler aufgenommen und auch häufig auf Tonträger eingespielt.
Stout unterrichtete zunächst am St. Mary’s College in Maryland; von 1980 bis 2019 lehrte er als Professor für Schlagwerk am Ithaca College. Zu seinen Schülern gehören James Moyer, Alex Jacobowitz, Dane Richeson, Joe Locke und Tim Collins. Er ist Mitglied der Hall of Fame der Percussive Arts Society.